# 布鲁诺·陶舍克
布鲁诺·陶舍克（德語：Bruno Touschek，1921年2月3日—1978年5月25日），奥地利物理学家，犹太人大屠杀的幸存者，正负电子对撞机研究的发起者。